# Comté de Rockwall
Le comté de Rockwall, en anglais : Rockwall County, est un comté situé au centre nord-est de l'État du Texas aux États-Unis. Fondé le 1er mars 1873, le siège de comté est la ville de Rockwall. Selon le recensement de 2020, sa population est de 107 819 habitants. Le comté a une superficie de 385 km2, dont 324 km2 en surfaces terrestres. Il est le plus petit comté du Texas.

## Histoire
La région autour du comté de Rockwall était le foyer de plusieurs tribus d'Amérindiens Caddos. Les Cherokees, de l'est du Mississippi, ont commencé à arriver dans la région au début du XIXe siècle et tout en s'installant, ils ont pratiquement anéanti les paisibles Caddos. Lorsque les premiers pionniers sont arrivés dans la vallée de l'East Fork, dans les années 1840, ils ont trouvé ces divers groupes d'Amérindiens en guerre. Les colons blancs de la région semblent cependant avoir eu peu de problèmes avec eux. La route nationale de la république du Texas a été aménagée et construite au milieu des années 1840, dans la région qui allait devenir le comté de Rockwall. S'étendant vers le nord-est de la région de Dallas jusqu'à la Red River, cet axe était important pour les colons qui se rendaient à la colonie de Peters (en), près de l'emplacement actuel de Dallas. En 1846, le premier colon, John O. Heath, reçoit une subvention de la colonie de Mercer et s'installe le long de l'East Fork du fleuve Trinity, près du croisement de la National Road. À l'occasion, lorsque les eaux gonflées de la rivière Trinity empêchaient la traversée, certaines familles se sont simplement installées le long de la rive est de la rivière. Les villes de Heath et Rockwall ont donc été fondées le long de cette route.

## Géographie

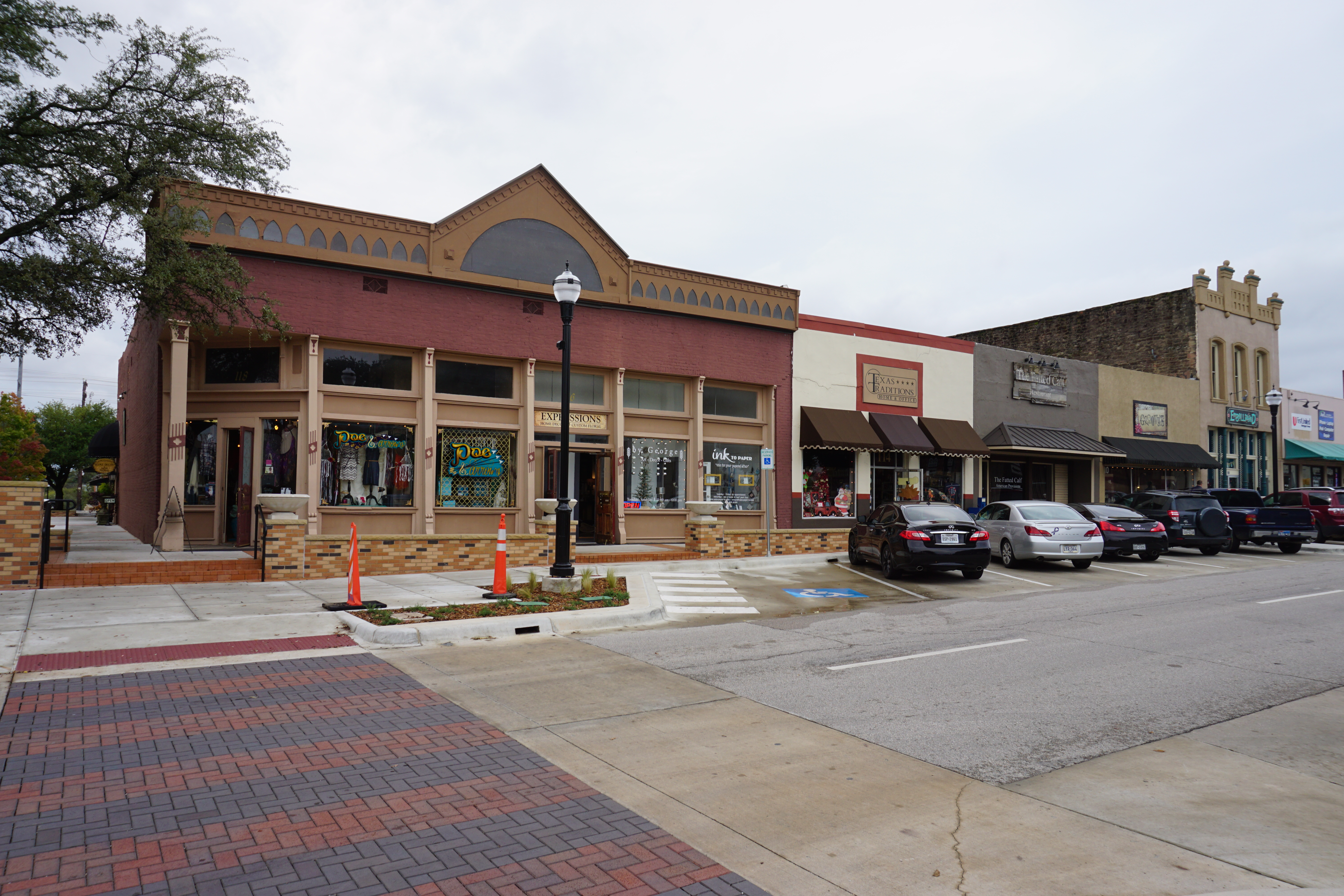
La rue Rusk à Rockwall.

Le comté de Rockwall, est situé dans les prairies de Blackland, au centre nord-est du Texas,, à 25 milles (40,2 km) au nord-est de Dallas. Le comté de Rockwall est le plus petit comté du Texas. Ses 236,5 km2 de prairies plates et légèrement ondulées s'étendent de 119 m à 189 m d'altitude. Le comté, presque carré, comporte trois secteurs topographiques distincts : la vallée de l'East Fork, un cours d'eau affluent du fleuve Trinity, une petite région de terrasses légèrement ondulées ou en pente abrupte, à l'ouest de la vallée et des hautes terres ondulées à l'est de la vallée, qui couvrent 80 % de la région.

## Comtés adjacents
|                 | Comté de Collin   |               |
| Comté de Dallas | comté de Rockwall | Comté de Hunt |
|                 | Comté de Kaufman  |               |

## Démographie

Pyramide des âges du comté de Rockwall.

Lors du recensement de 2010, le comté comptait une population de 78 337 habitants. Elle est estimée, en 2017, à 96 788 habitants,.
| Groupes           | Comté de Rockwall | Texas | États-Unis |
| ----------------- | ----------------- | ----- | ---------- |
| Blancs            | 83,6              | 70,4  | 72,4       |
| Afro-Américains   | 5,8               | 11,9  | 12,6       |
| Autres            | 5,5               | 10,6  | 6,4        |
| Asiatiques        | 2,4               | 3,8   | 4,8        |
| Métis             | 2,1               | 2,5   | 2,7        |
| Amérindiens       | 0,6               | 0,7   | 0,9        |
| Total             | 100               | 100   | 100        |
|                   |                   |       |            |
| Latino-Américains | 15,9              | 37,6  | 16,7       |

Selon l'American Community Survey, pour la période 2011-2015, 85,49 % de la population âgée de plus de 5 ans déclare parler l’anglais à la maison, alors que 11,15 % déclare parler espagnol et 3,37 % une autre langue.